# Patrick Henry
Patrick Henry (Condado de Hanover; 29 de mayo de 1736 - Brookneal; 6 de junio de 1799) fue una figura prominente en la Revolución estadounidense, conocido y recordado principalmente por su discurso "Give me liberty or give me death" ("denme libertad o denme muerte"). Junto a Samuel Adams y Thomas Paine, fue uno de los más influyentes (y radicales) defensores de la Revolución americana y del republicanismo, especialmente en sus denuncias de la corrupción de los oficiales del gobierno y su defensa de los derechos del hombre.
Fue el primer gobernador independiente de Virginia durante dos mandatos, de 1776 a 1779 y desde 1784 hasta 1786.
Como gobernador de Virginia, Patrick Henry desde 1776, fue uno de los principales artífices de las peticiones de ayuda a los nacientes EE. UU., para lo cual, en 1776 solicitó apoyo al gobernador de Luisiana, Luis de Unzaga y Amézaga, ayuda clave para dicho nacimiento

## Primeros años

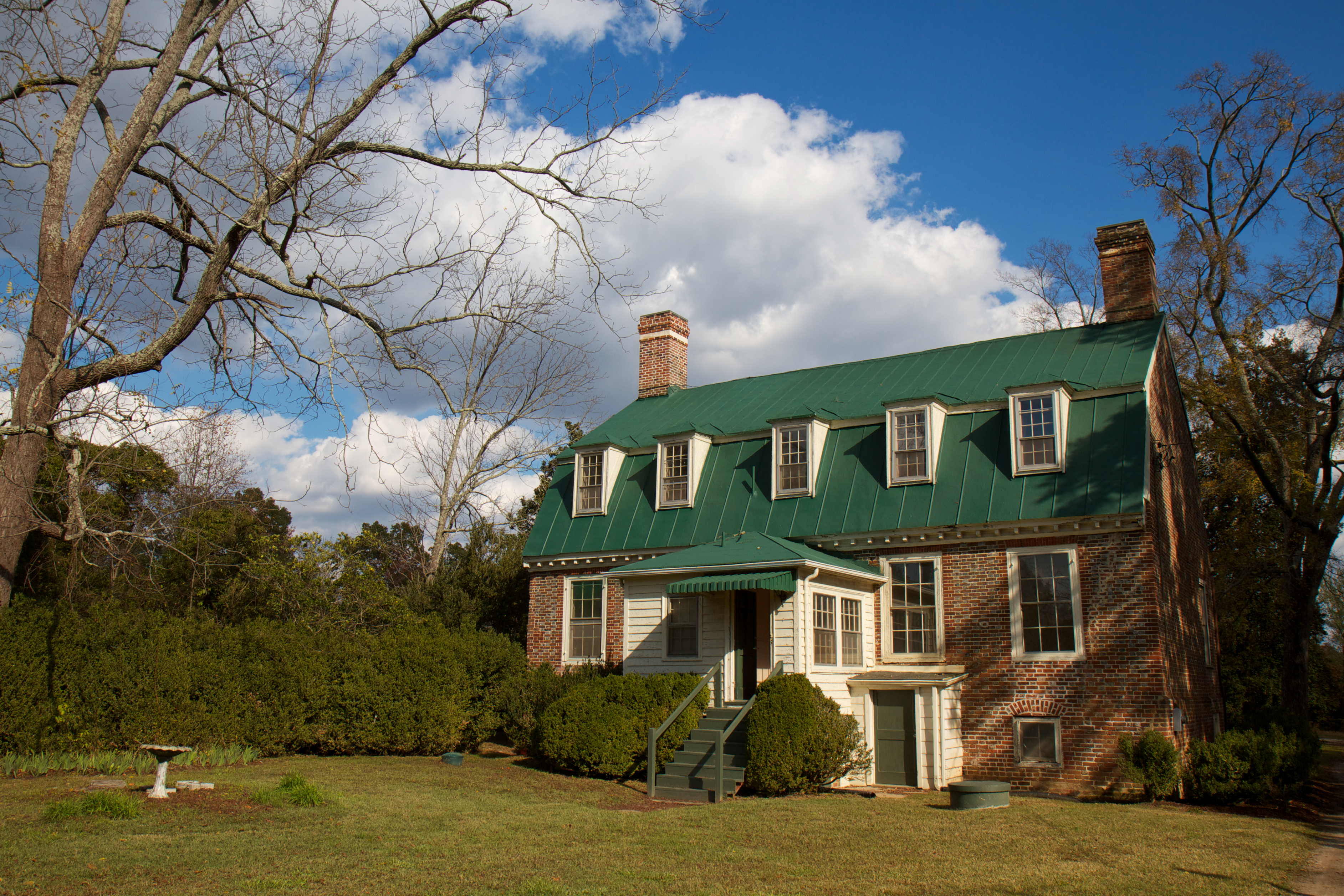
Casa perteneciente a la familia de Sarah Shelton, en la cual se casaría con ella y sería el centro de la batalla de Totopotomoy Creek durante la guerra civil estadounidense.

Patrick Henry era hijo de John Henry, un escocés bien educado que sirvió en la colonia como agrimensor, coronel y juez del Tribunal del Condado de Hanover. Antes de cumplir los 10 años, Patrick recibió una educación rudimentaria en una escuela local, más tarde reforzada por la tutoría de su padre, quien se formó en los clásicos. De joven, fracasó dos veces en siete años como tendero y una vez como agricultor; y durante este período aumentó sus responsabilidades al casarse, en 1754, con Sarah Shelton. Las demandas de una familia en crecimiento lo impulsaron a estudiar para ejercer la abogacía, y en esta profesión pronto mostró una habilidad notable. Pocos años después de su admisión en 1760, tenía una clientela grande y rentable. Tuvo especial éxito en casos penales, donde hizo buen uso de su ingenio rápido y su conocimiento de la naturaleza humana.
El 27 de septiembre de 1941 se botó el primer buque Liberty, bautizado como SS Patrick Henry en honor a este patriota de la Revolución de Estados Unidos. En la ceremonia el presidente Roosevelt pronunció un discurso en el que hizo referencia a las palabras de Henry del 23 de marzo de 1775 cuando dijo "Denme la Libertad o denme la muerte." Roosevelt añadió que esos barcos le darían la libertad a Europa. A partir de entonces el almirante Emory Scott Land, presidente de la Comisión Marítima de los Estados Unidos, los llamó "Liberty Ships", en español "Barcos de la Libertad", nombre con el que es conocida esta clase de barcos, Liberty Ship. El político fue también contra la tortura como método de investigación.